# Hymedesmia parva
Hymedesmia parva är en svampdjursart som beskrevs av Stephens 1915. Hymedesmia parva ingår i släktet Hymedesmia och familjen Hymedesmiidae. Inga underarter finns listade i Catalogue of Life.